# St. Jakobus der Ältere (Unterreichenbach)

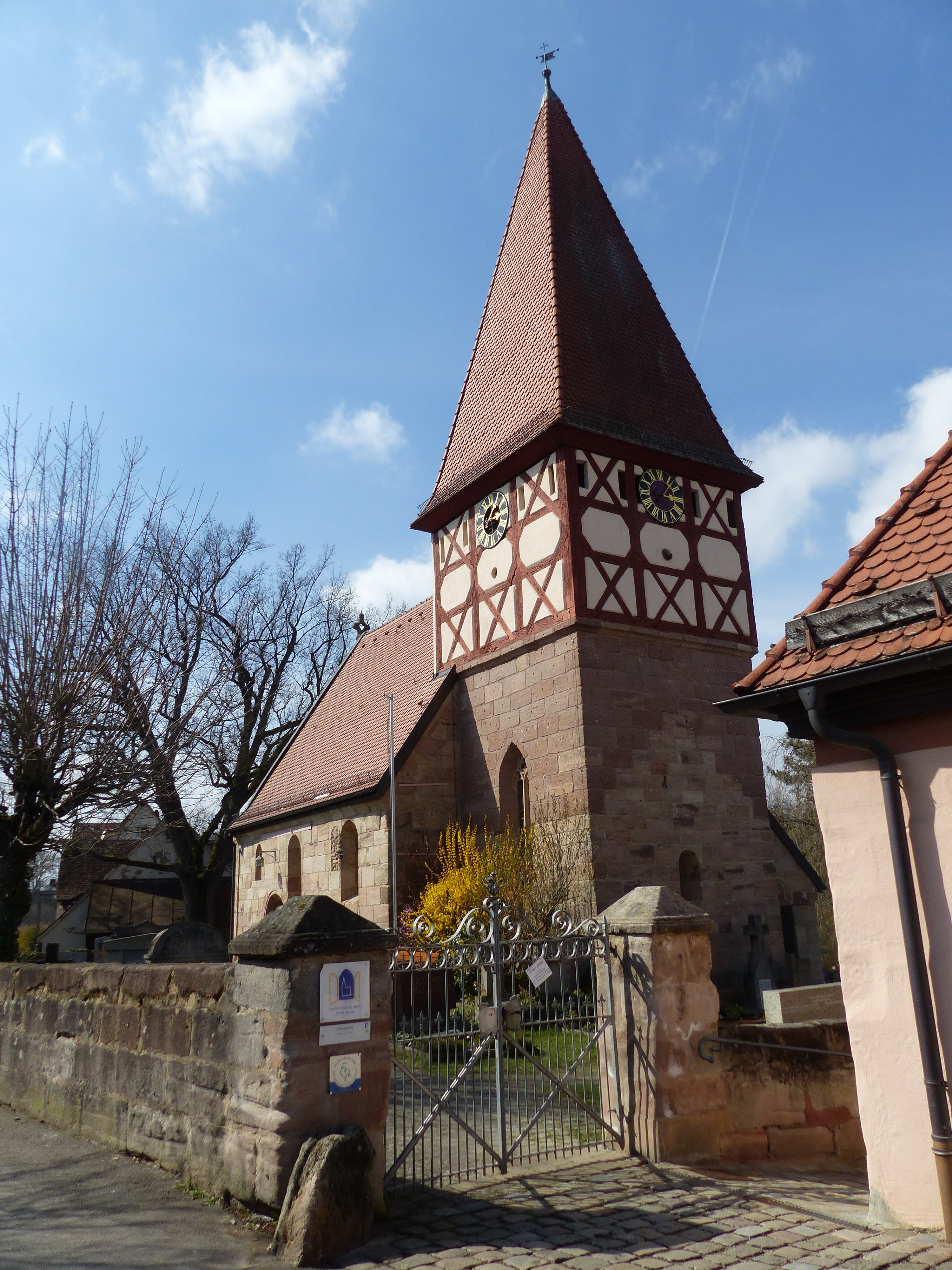
St. Jakobus der Ältere (Unterreichenbach)

Die denkmalgeschützte, evangelisch-lutherische Pfarrkirche St. Jakobus der Ältere steht in Unterreichenbach, einem Gemeindeteil der kreisfreien Stadt Schwabach (Mittelfranken, Bayern). Die Pfarrkirche ist unter der Denkmalnummer D-5-65-000-260 als Baudenkmal in der Bayerischen Denkmalliste eingetragen. Die Pfarrei gehört zum Dekanat Schwabach im Kirchenkreis Nürnberg der Evangelisch-Lutherischen Kirche in Bayern.

## Beschreibung
Bei der romanischen Saalkirche bestehen die unteren Geschosse des Chorturms und das Langhaus aus Quadermauerwerk. Das Langhaus ist mit einem Satteldach bedeckt, der Chorturm, der mit einem Geschoss für die Turmuhr und den Glockenstuhl für vier Kirchenglocken aus Holzfachwerk aufgestockt wurde, mit einem spitzen hohen Helm. 
Der Innenraum des Chors, d. h. das Erdgeschoss des Chorturms, ist mit einem Kreuzrippengewölbe überspannt, der des Langhauses mit einem Tonnengewölbe. Auf den Brüstungen der Emporen an den Längsseiten des Langhauses wurden um 1696 die Apostel dargestellt. 
Zur Kirchenausstattung gehören der 1696 gebaute Altar, dessen Altarretabel neueren Datums ist, die Kanzel vom Ende des 17. Jahrhunderts und das 1697 errichtete Taufbecken. Die Orgel mit 11 Registern, zwei Manualen und einem Pedal wurde 1953 vom Orgelbau Friedrich Weigle gebaut.